# Плеснівка
Плеснівка (рос. Плесновка) — село у Росії, Богучарському районі Воронізької області. Входить до складу Первомайського сільського поселення.
Населення становить 296 осіб (148 чоловічої статі й 148 — жіночої) за переписом 2010 року.

## Історія
За даними 1859 року на власницьких хуторах Богучарського повіту Воронізької губернії:
- Плісний (Плесний) мешкало 50 осіб (26 чоловічої статі та 24 — жіночої), налічувалось 7 дворових господарств[1].
- Плоский мешкало 58 осіб (26 чоловічої статі та 32 — жіночої), налічувалось 6 дворових господарств[2].

Станом на 1886 рік у колишній власницькій слободі Плесна й на хуторі Плоский Шуринівської волості мешкало 163 особи, налічувалось 35 дворових господарства, існували православна церква, школа.
За даними 1900 року у слободі Плесна 2-га мешкало 189 осіб (101 чоловічої статі та 88 — жіночої) переважно російського населення, налічувалось 30 дворових господарств, існували православна церква, 2 дріб'язкові й винна лавки, відбувались базари.

## Населення
| 2000 | 2005 | 2010 |
| ---- | ---- | ---- |
| 280  | ↘269 | ↗296 |

## Відомі люди
- Дегтярьов Іван Леонтійович — Генерал-майор міліції. Доцент. Начальник Київської вищої школи МВС СРСР (1967–1980). Заступник міністра внутрішніх справ УРСР.